# Mauser Model 1871
Mauser Model 1871, получившая при принятии на вооружение обозначение Gewehr 71 или Infanterie-Gewehr 71 — первая винтовка фирмы Mauser конструкции Пауля Маузера и Вильгельма Маузера.
На протяжении 1870—1871 годов в Германии проводилось испытание множества различных винтовок, при этом главным конкурентом Маузера являлась баварская винтовка Вердера М1869.
Тем не менее, в конце 1871 года на вооружение армии Германской империи (кроме Баварии) в предварительном порядке была принята винтовка Маузер. Принцип действия новой винтовки существенно отличался от конструкции игольчатой винтовки Дрейзе, использовавшейся в недавней Франко-прусской войне.
Хорошо известный в настоящее время рычажок предохранителя в виде флажка был разработан именно для Gewehr 71. Gewehr 71 является винтовкой с продольно-скользящим затвором, использующая 11-мм патроны, снаряжённые дымным порохом. Изначально винтовка была однозарядной, но в 1884 году она была приспособлена под 8-ми зарядный трубчатый магазин конструкции Альфреда фон Кропачека, став таким образом первой германской многозарядной винтовкой. Эта версия винтовки получила обозначение Gewehr 71/84. В слегка изменённом виде она была принята на вооружении в Турции. Обозначенная как М1887, она отличалась от М71/84 боковым расположением шомпола, наличием второго боевого упора в задней части затвора и использованием патрона 9,5×60R (она же стала последней в мире винтовкой принятой на вооружение под патрон с дымным порохом). В начале XX века арсенал в Анкаре перестволил часть этих винтовок под патрон 7,65×53.
В 1880 году была выпущена версия для пограничной охраны, M1879 Grenzaufsehergewehr. В этой модификации использовался собственный патрон 11,15×37.5R, представлявший собой слегка укороченную версию армейского патрона.
В 1888 году в германской армии была принята на вооружение новая винтовка Gewehr 1888, заменившая Gewehr 71.
В 1881 году Сербия принимает на вооружение более продвинутую версию винтовки, М1878/80. Она отличалась затвором, напоминающим затвор итальянской винтовки Веттерли М1870, и прогрессивной нарезкой, разработанной сербским майором Костой Миловановичем (серб. Kosta Milovanović). Особенностью прогрессивной нарезки было уменьшение ширины нарезов в направлении от казенной части к дулу. В 1907 году многие из этих винтовок были переделаны под патрон 7×57 мм и 5-и зарядный магазин. Переделанные винтовки получили обозначение М80/07 и часто назывались Đurich Mauser.
Также Mauser Model 1871 использовалась армией Корейской империи (особенно гвардейскими частями, где она заменила русскую винтовку Бердана). Количество поступивших в Корею Маузеров неизвестно, но тот факт, что для них выпускались патроны, говорит о том, что это было достаточно приличное число.
В 1894 году Уругвай с помощью французской фирмы Société Française d’Armes Portatives Saint Denis конвертировал М71 из своих запасов в калибр 6,5×53 мм R. Винтовки получили новые ложи, стволы, прицелы, ложевые кольца и расположенный сбоку шомпол.
Около 900 единиц однозарядных «Маузеров» было получено для вооружения ирландских добровольцев в 1914 году. Они использовались во время Пасхального восстания против британского владычества в Ирландии.

## Mauser Model 1871 в популярной культуре
11-мм Маузеры использует Марсианская армия в «Сиренах Титана», романе Курта Воннегута.
В фильме «Последний самурай», японская императорская армия использует Mauser M1871/84 несмотря на то, что их вооружали США. Внешний вид модели 1884 в интерпретации создателей фильма больше напоминает оригинальные М1871.

## Операторы
- Германская империя: Model 71, 79 и 71/84[1]
- нацистская Германия: Model 71/84[1]
- Королевство Сербия: Model 71 и Mauser-Koka[2]
- Османская империя: Model 87[1]
- Империя Цин (Часть Китая): Model 71[3]
- Эфиопская империя: Model 71[4]
- Трансвааль: Model 71[5]
- Канада: Model 71/84 (Quebec Home Guard, с клеймом Q.H.G.)
- Ирландские добровольцы: Model 71[5]
- Япония: Model 71[5]
- Корейская империя: Model 71[6]
- Таиланд: Model 71[7]
- Венесуэла: Model 71/84[8]
- Гондурас: Model 71[5]
- Уругвай: Model 71[5]
- Эквадор: Model 71/84[9]